# Cyphotrechodes gibbipennis
Cyphotrechodes gibbipennis is een keversoort uit de familie loopkevers (Carabidae). De wetenschappelijke naam van de soort is voor het eerst geldig gepubliceerd in 1901 door Blackburn.